# Агата Барбара
Агата Барбара (мальт. Agatha Barbara; 11 березня 1923, Заббар, Мальта — 4 лютого 2002, Заббар, Мальта) — мальтійський державний і політичний діяч, президент Мальти в 1982–1987 рр.

## Біографія
Розпочала свою робочу діяльність вчителькою в школі (1942–1947). З 1946 р. активно захопилася політикою і вступила в Лейбористську партію. У 1947 р. стала членом виконкому Лейбористської партії Мальти і була обрана до Палати представників Мальти, ставши першою жінкою-депутатом цієї країни. Згодом вона була депутатом усіх без винятку скликань мальтійського парламенту аж до свого добровільного відходу з депутатського корпусу в 1982. У 1955 р. отримала портфель міністра освіти і культури, ставши першою мальтійської жінкою-міністром. Провела реформу освіти, спрямовану на його більшу доступність для широких верств населення. У 1958 р. уряд лейбористів впав й Барбара покинула свій пост.
Була активним борцем за незалежність Мальти. Пропагуючи цю ідею, здійснила численні візити до країн Західної Європи та США, а також неодноразово виступала з цього питання в ООН. У 1958 р. була засуджена до тюремного ув'язнення за участь у маніфестаціях проти британського панування на Мальті.
У 1971 р. лейбористи знову змогли сформувати уряд, в якому вона знову отримала портфель міністра освіти і культури. Велику увагу на цій посаді Барбара приділяла подальшій реформі в цій галузі, спрямованої, насамперед, на створення системи технічної освіти.
У 1974–1981 рр. — міністр праці, зайнятості та соціального забезпечення (з 1976 — праці, соціального забезпечення та культури), також виконуючи функції заступника прем'єр-міністра. Досягла помітних успіхів у справі підвищення соціальних гарантій робітників, зниження рівня безробіття. Внесла значний внесок у розвиток музейної справи на Мальті. Як представник соціалістичної партії, боролася за секуляризацію культурного життя Мальти.
У 1982–1987 рр. — Президент Мальти, стала першою жінкою на Мальті, що зайняла пост обраного глави держави. Активно займалася організацією благодійної діяльності.